# Sidnei
Sidnei Rechel da Silva Junior (ur. 23 sierpnia 1989 w Alegrete) – brazylijski piłkarz występujący na pozycji obrońcy w Realu Betis.